# Emballonura dianae
Emballonura dianae је сисар из реда слепих мишева (Chiroptera).

## Угроженост
Ова врста је наведена као последња брига, јер има широко распрострањење и честа је врста.

## Распрострањење
Ареал врсте је ограничен на мањи број држава. 
Врста има станиште у Новој Ирској, Соломоновим острвима и Папуи Новој Гвинеји.

## Станиште
Станиште врсте су шуме. 
Врста је по висини распрострањена од нивоа мора до 1400 метара надморске висине. 
Врста је присутна на подручју острва Нова Гвинеја.